# Aeroportul Dongying Shengli
Aeroportul Dongying Shengli (IATA: DOY, ICAO: ZSDY) este un aeroport din Shandong, Republica Populară Chineză ce deservește zona Dongying⁠(d). Aeroportul a fost tranzitat în 2022 de 434.142 de pasageri. A fost numit după zona deservită.
Aeroportul dispune de o singură pistă.